# Лежневич, Алесь Францевич
Але́сь (Алекса́ндр) Фра́нцевич Лежне́вич (бел. Алесь (Аляксандр Францавіч) Ляжневіч; 30 ноября 1890, Сентеняты — 1937) — белорусский советский драматург, поэт, театральный деятель. Жертва политических репрессий в СССР.

## Биография
Родился 30 ноября 1890 года в деревне Сентеняты Свенцянского уезда Виленской губернии. Окончил народную школу, увлекался театром, участвовал в работе самодеятельного музыкально-драматического коллектива в Вильно.
В 1914 году мобилизован в Русскую императорскую армию, воевал на Румынском фронте. После Февральской революции жил в Одессе, работал в областном театре, учился в частной театральной школе, организатор и участник театрального кружка культурно-просветительского общества «Беларускі гай». В 1919—1920 годах — в Красной армии, участник Советско-польской войны, затем служил в политотделе 16 армии в Могилёве. Член РКП(б) с 1919 года.
С 1920 года —  актёр Белорусского государственного театра (БГТ-1) в Минске, с 1921 года — директор БГТ-1. Входил в правление культурно-просветительского общества «Хата беларускага мастацтва» (1921), в состав комиссии по организации 10-летнего юбилея белорусского профессионального театра.
В 1922—1926 годах — директор Белорусской драматической студии (с 1924 года — Белорусского государственного института театрального искусства) в Москве. Затем работал инспектором по делам искусств Народного комиссариата просвещения БССР.В 1924 году в период партийной чистки исключён из РКП(б) за «изоляцию от масс и политическую безграмотность».
Публиковался с 1924 года. Вместе с Я. Купалой и Т. Гартным составил антологию «Беларускі дэкламатар Чырвоны Дудар» (1924). Выступал в печати со стихотворениями под псевдонимом Алесь Бяздольны, театрально-критическими статьями. Автор и составитель сборника «Декларатор» (1928).
В 1928—1930 годах — консультант, ассистент режиссёра Ленинградской кинофабрики «Белгоскино». Являлся членом литературного объединения «Полымя» (1928).
Арестован 20 июля 1930 года в Ленинграде по делу «Союза освобождения Беларуси». 10 апреля 1931 года решением Коллегии ОГПУ СССР сослан на 5 лет в Пошехонье-Володарск. Повторно арестован в 1937 году. Расстрелян. Реабилитирован 15 ноября 1957 года.

### Семья
- жена — Маргарита Александровна Маклакова (1908—1987)[1].

## Фильмография

### Сценарист
- 1929 — Песня весны